# La Ilustración Católica
La Ilustración Católica va ser una revista cultural vuitcentista publicada a Espanya des del 5 d'agost de 1877 fins a l'any 1894, últim any del qual es té constància de l'existència de números de la revista. Al principi tenia una periodicitat setmanal, apareixent tots els diumenges, encara que més tard va passar a publicar-se cada deu dies —el 5, el 15 i el 25 de cada mes— i fins i tot en els seus últims anys de forma quinzenal. Incloïa nombrosos gravats, un d'ells sempre a la primera pàgina, que bé recollien retrats de personalitats importants relacionades amb l'Església catòlica o bé amb l'art religiós.

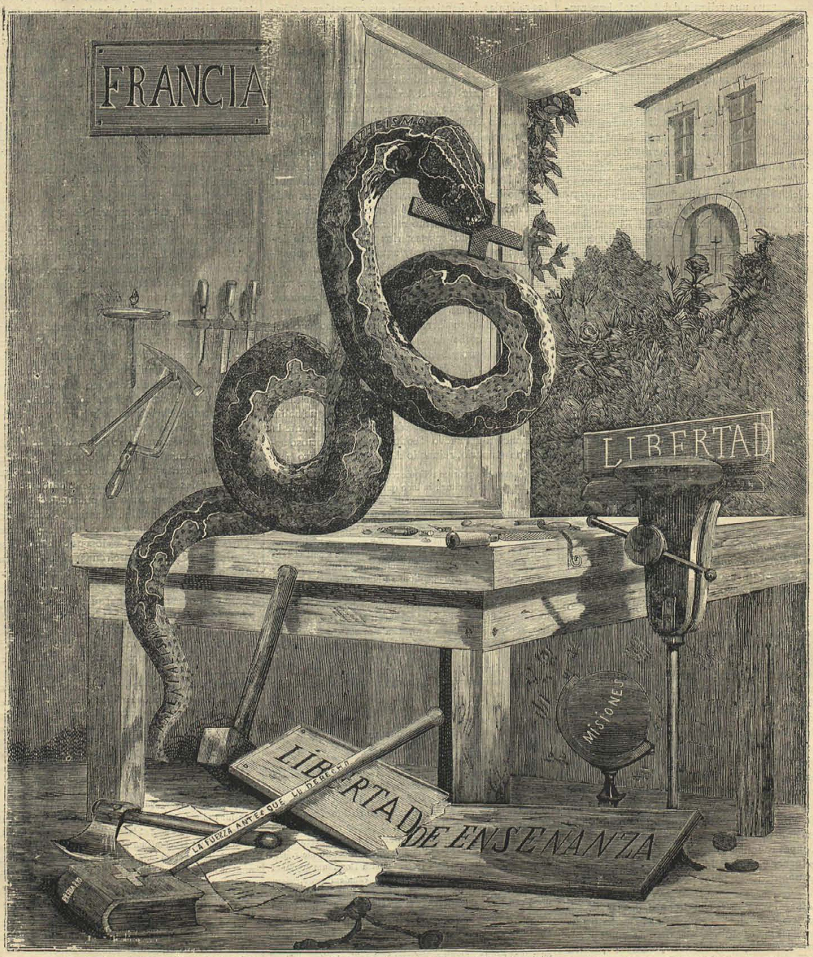
La serpiente y la lima, gravat publicat en la revista en 1881.

Es va destacar per les seves crítiques a la novel·la de l'època, la indiferència cap a literats d'èxit de cort liberal i el seu enfocament en autors cristians. La seva línia editorial posava l'accent en els problemes que suposadament comportava la lectura, posicionant-se en contra de «la literatura verinosa i ruin dels 
dramaturgs i novel·listes francesos, corruptores dels costums cristians» i en general de la cultura francesa, a més de condemnar els avanços de la ciència i la tècnica .
Hi participaren autors com Valentín Gómez, Manuel Pérez Villamil y García, Francisco Navarro Villoslada, Antonio de Valbuena, Ceferino Suárez Bravo, Gabino Tejado, Manuel Ossorio y Bernard, Ángel Salcedo y Ruiz, José Selgas, Luis Coloma, José María de Pereda o Manuel Polo y Peyrolón.